# Prohydata busa
Prohydata busa är en fjärilsart som beskrevs av Druce 1892. Prohydata busa ingår i släktet Prohydata och familjen mätare. Inga underarter finns listade i Catalogue of Life.